# 波多利斯克
55°26′N 37°34′E / 55.433°N 37.567°E
波多利斯克（羅馬化：Podolsk）是一座位於俄羅斯莫斯科州的重要市镇，同时也是該州的波多利斯克区的行政中心，位于莫斯科河支流巴贺拉河畔。距离莫斯科市中心约43公里，而距莫斯科环城公路有16公里。北与谢尔宾卡，南与克利莫夫斯克接壤。城市中心广场面积37.92平方千米，2008年人口為179,974人，是莫斯科州重要的工业和文化中心。
前稱波多尔镇，在十八世纪属于达尼洛夫·玛纳斯特里市。从1781年开始成为城市，1971年被授予红旗劳动勋章，2004年获得独立市地位。

## 姐妹城市
- 法國聖旺
- 北馬其頓奧赫里德
- 中华人民共和国衡阳